# Magyar nadály
A magyar nadály, más néven márványos orvosi pióca (Hirudo verbana) a nyeregképzők (Clitellata) osztályának a piócák (Hirudinea) alosztályába, ezen belül az állkapcsos nadályok (Hirudidae) családjába tartozó faj; a család nagyobb termetű fajai közé tartozik.

## Megjelenése
A magyar nadály teste kifejlett állapotban 10-14 centiméter hosszú, legnagyobb átmérője 2 cm körül van. Hátoldala sötét olajzöld, melyen a középvonal két oldala mentén pirosas-narancssárga-sárgás, kevésbé határozott szélű sáv figyelhető meg, amellett pedig sárga, zöldes, illetve pirossal szegélyezett fekete pontok sorakoznak. Hasi oldala egyszínű sárga vagy zöldessárga, leszámítva két oldalsó fekete csíkot. Ez alapján jól elkülöníthető az orvosi piócától, mivel annak hasi oldala világos alapon feketén márványozott. Garatfőjében három, sűrűn fogazott állkapocs található, a mintegy 100 fogacska egy sorban ül az állkapcsok szegélyén.

## Életmódja
Más piócákhoz hasonlóan főként lápos, mocsaras vizekben és dús növényzetű tavakban fordul elő, ahol kisebb testű gerincesek – kétéltűek – vérével táplálkozik, illetve emlősökön élősködik. Ha teheti, emberi vérrel is táplálkozik, ezért korábban az orvosi piócához hasonlóan ezt a fajt is használták gyógyászati célra.

## Elterjedése
Kontinentális, illetve kelet-mediterrán elterjedésű, Magyarországon szórványosan fordul elő, főként láposodó, barna vizű, sekély állóvizekben, szikes mocsarakban, valamint vízinövényekben gazdag, enyhe áramlású patakokban is. Képes átvészelni a rövid ideig tartó száraz időszakokat is, így szélsőséges vízjárású kisvizekben is megtalálható.

## Védettsége
A faj Magyarországon az Európai Közösségben természetvédelmi szempontból jelentős állatfaj, pénzben kifejezett értéke 25 000 forint.